# Tâmna (gmina)
Tâmna – gmina w Rumunii, w okręgu Mehedinți. Obejmuje miejscowości Adunații Teiului, Boceni, Colareț, Cremenea, Fața Cremenii, Izvorălu, Manu, Pavăț, Plopi, Tâmna i Valea Ursului. W 2011 roku liczyła 3260 mieszkańców.